# Aeroportul Bokpyin
Aeroportul Bokpyin (IATA: VBP, ICAO: VYBP) este un aeroport din Myanmar.
aeroportul dispune de o singură pistă.